# Jasna Šekarić
Jasna Šekarić z domu Brajković (cyr. Јасна Шекарић; ur. 17 grudnia 1965 w Belgradzie) – serbska zawodniczka, startująca w konkurencjach strzeleckich.
5-krotna medalistka olimpijska (Seul 1988 – 1. miejsce, pistolet pneumatyczny 10 m; 3. miejsce, pistolet 25 m; Barcelona 1992, Sydney 2000 i Ateny 2004 – 2. miejsca w konkurencji pistolet pneumatyczny 10 m). 3-krotna mistrzyni świata (1987, 1989, 1994), wielokrotna mistrzyni Europy i zwyciężczyni finałowych zawodów pucharu świata.